# Fernando Haddad
Fernando Haddad (São Paulo, 25 de enero de 1963) es un economista, académico y político brasileño del Partido de los Trabajadores, ministro de Educación entre 2005 y 2012, durante las presidencias de Luiz Inácio Lula da Silva y Dilma Rousseff. Posteriormente ejerció de alcalde de São Paulo entre 2013 y 2017.

## Biografía

### Orígenes y primeros años

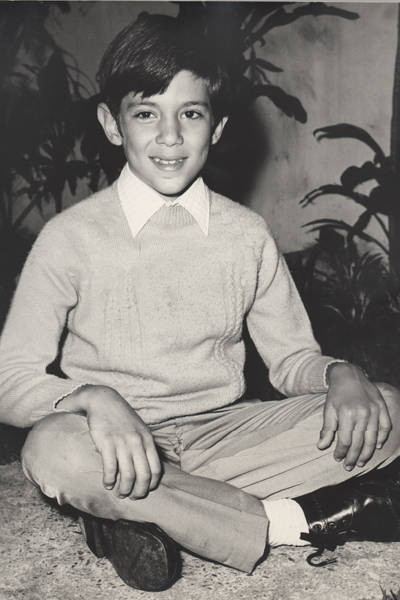
Fernando Haddad cuando pequeño.

Nació el 25 de enero de 1963 en São Paulo, hijo de inmigrantes libaneses de confesión cristiana ortodoxa. Se afilió al Partido de los Trabajadores (PT) en 1983.
Haddad tiene una maestría en Economía y un doctorado en filosofía de la Universidad de São Paulo. Ha dedicado gran parte de su carrera al servicio público: ha sido consultor de la Fundación Instituto de Investigaciones Económicas, un instituto con sede en la Facultad de Economía, Negocios y Contabilidad de la Universidad de São Paulo, jefe de personal de la Secretaría de Desarrollo Económico y de Hacienda del municipio de São Paulo, y un asesor especial del Ministerio de Planificación, Presupuesto y Gestión. También es profesor en el departamento de política de la Universidad de São Paulo.

### Ministro de Educación

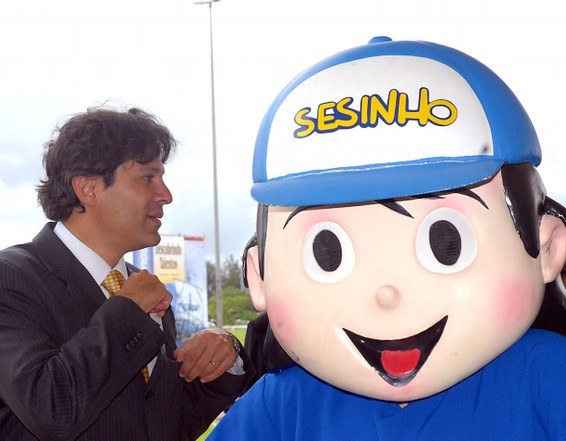
Fotografiado en 2006 como ministro de Educación junto a Sesinho, personaje símbolo del proyecto «Sesi Indústria do Conhecimento».

Haddad tomó posesión como ministro de Educación de Brasil el 29 de julio de 2005, cuando su predecesor, Tarso Genro, dejó el cargo para convertirse en el presidente del Partido de los Trabajadores.

### Alcalde de São Paulo
Renunció a su cargo de ministro en 2012 para postularse como alcalde de São Paulo. Resultó elegido en la segunda vuelta de las elecciones de 2012, con más de 55,94 % de los votos válidos, derrotando al candidato tucano del Partido de la Social Democracia Brasileña (PSDB), José Serra.
Perdió la alcaldía en las elecciones municipales de 2016, siendo derrotado en primera vuelta por João Doria Júnior, que consiguió más del 53% de los votos en primera vuelta (no haciendo necesaria la celebración de una segunda vuelta).

### Candidato a la presidencia de la República

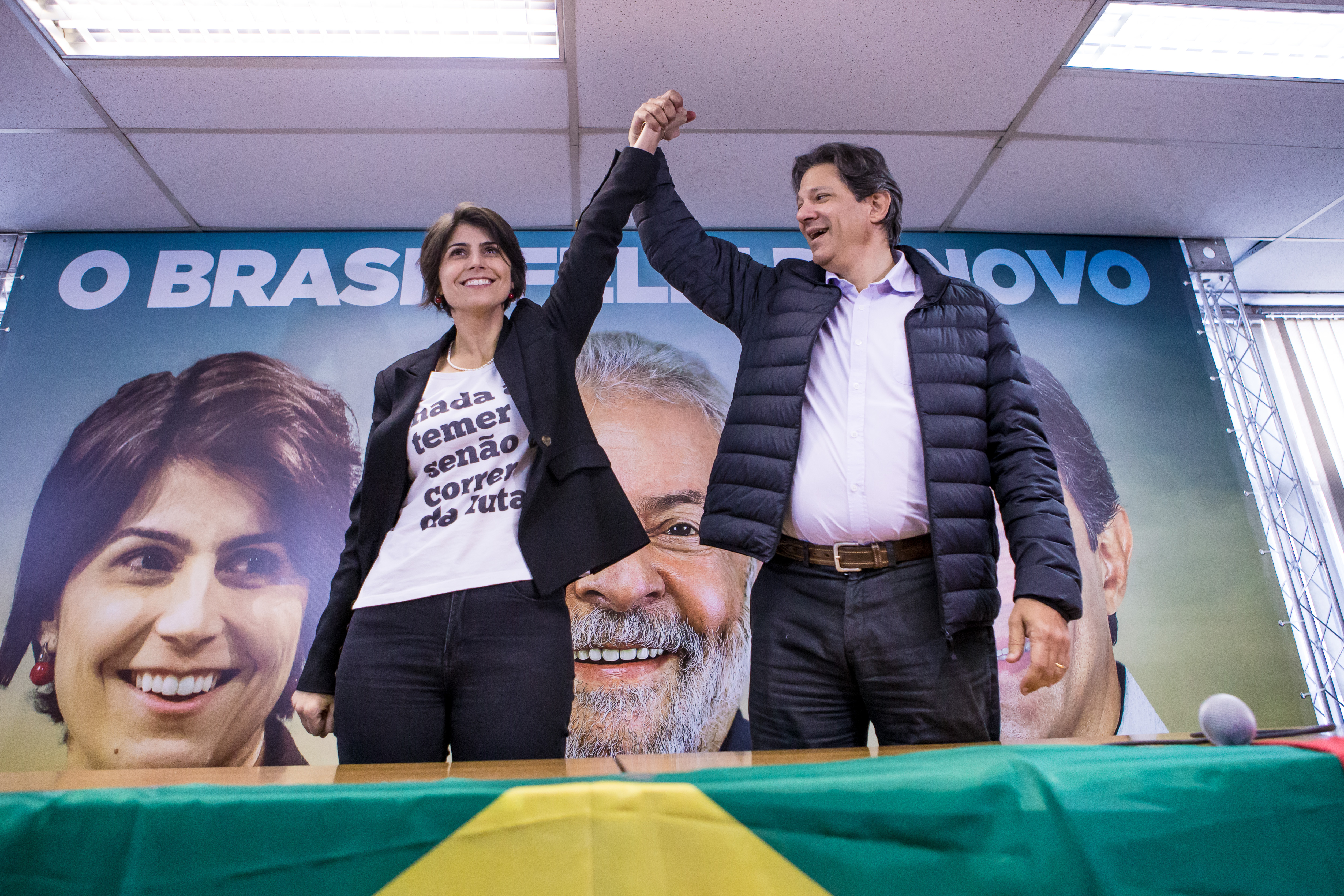
Manuela d'Ávila y Haddad en el lanzamiento de la candidatura O Povo Feliz de Novo.

En 2018 Haddad fue escogido como candidato a la vicepresidencia de la república dentro de la candidatura de Lula de cara a las presidenciales de octubre. Tras la inhabilitación de Lula para participar en las elecciones por una condena en un proceso por corrupción, el 11 de septiembre de 2018 este último anunció su renuncia, pasando el relevo como candidato del PT a la presidencia de la República a Haddad, completando la candidatura Manuela d'Ávila, del Partido Comunista de Brasil (PCdoB), como candidata a vicepresidenta.

Su candidatura obtuvo un 29,28 % de los votos en la primera ronda, siendo la segunda en porcentaje de votos por detrás del 46,03 % de la de Jair Bolsonaro, pasando junto a esta al balotaje. Fue derrotado en la segunda ronda que tuvo lugar el 28 de octubre de 2018 por Bolsonaro, quien obtuvo el 55,13 % de los votos por un 44,87 % de Haddad.

### Candidato a Gobernador de São Paulo
En julio de 2022, en la misma convención que oficializó la candidatura presidencial de Lula, Haddad fue oficializado como candidato del Partido de los Trabajadores (PT) a gobernador de São Paulo. Recibiendo el apoyo de los exgobernadores Geraldo Alckmin, su antiguo rival, y Márcio França, candidato al Senado. Se formó la coalición "Juntos por São Paulo", integrada por la Federação Brasil da Esperança, la Federação PSOL REDE, el PSB y el Agir. Su candidata a vicegobernadora es Lúcia França, del PSB, ex primera dama de São Paulo. Haddad acabó sin obtener la cantidad de votos necesaria para ser gobernador frente a Tarcísio de Freitas en la segunda vuelta.

### Ministro de Hacienda
En diciembre de 2022, fue anunciado como Ministro de Hacienda del tercer gobierno de Lula.

## Historia electoral
| Elección                                                   | Partido | Partido                          | Votos      | %     | Resultado                                                       |
| ---------------------------------------------------------- | ------- | -------------------------------- | ---------- | ----- | --------------------------------------------------------------- |
| Elecciones a la alcaldía de São Paulo de 2012 (1.ª vuelta) |         | Partido de los Trabajadores (PT) | 1 776 317  | 28,98 | 2.º candidato más votado: paso a la 2.ª vuelta                  |
| Elecciones a la alcaldía de São Paulo de 2012 (2.ª vuelta) |         | Partido de los Trabajadores (PT) | 3 387 720  | 55,57 | Electo alcalde de São Paulo                                     |
| Elecciones a la alcaldía de São Paulo de 2016 (1.ª vuelta) |         | Partido de los Trabajadores (PT) | 967 190    | 16,70 | Derrota en primera vuelta frente a la candidatura de João Doria |
| Presidenciales de 2018 (1.ª vuelta)                        |         | Partido de los Trabajadores (PT) | 31 342 051 | 29,28 | 2.º candidato más votado: paso a la 2.ª vuelta                  |
| Presidenciales de 2018 (2.ª vuelta)                        |         | Partido de los Trabajadores (PT) | 47 040 906 | 44,87 | Derrota frente a la candidatura de Jair Bolsonaro               |
| Elecciones estatales de São Paulo de 2022                  |         | Partido de los Trabajadores (PT) | 8 337 139  | 35,70 | 2.º candidato más votado: paso a la 2.ª vuelta                  |
| Elecciones estatales de São Paulo de 2022 (2.ª vuelta)     |         | Partido de los Trabajadores (PT) | 10 909 371 | 44,73 | Derrota frente a la candidatura de Tarcísio de Freitas          |
| Fuente: Tribunal Supremo Electoral de Brasil               |         |                                  |            |       |                                                                 |